# ぷらっと・てついち
ぷらっと・てついちは北海道室蘭市輪西町にある複合商業施設。
2001年（平成13年）10月25日開業。

## 歴史・概要
新日本製鉄室蘭製鉄所の門前町として1960年代には自動車が通れないといわれるほどの人通りがあって栄えていた輪西商店街が、「鉄冷え」と呼ばれる鉄鋼不況で周辺人口が減少した影響を受けて衰退した。
そうした状況に対応するため、商店街の集約と活性化を図ることを目的として、輪西商店街振興組合員や住民も参加する「輪西活性化推進協議会」を発足させてその対応策を協議し、その構想を基に開発されたのが「ぷらっと・てついち」である。
室蘭市民会館を併設しているほか、地元の育児サークルが活動拠点を置くなど単なる商業施設に留まらず、市民活動の拠点を兼ねた官民複合型の施設となっている。
商業施設部分は輪西中核施設協同組合が所有・管理し、室蘭市民会館部分は室蘭市が所有して市民による運営委員会が管理している。
昭和30年代の鉄の街市場を再現したレトロな雰囲気で、共有部分の通路には各小売店が並ぶ昔の商店街を再現した施設となっている。
当施設の開設・運営などを含めた地域活性化が評価され、2009年（平成21年）に「輪西商店街」が中小企業庁の「新・がんばる商店街77選」に選ばれたほか、「輪西活性化推進協議会」が2013年（平成25年）10月には日本都市計画家協会が主催する第10回日本都市計画家協会賞の北海道支部賞を受賞している。
開業時の核店舗は当施設のある室蘭市輪西町を創業の地とする地場資本のスーパー「志賀綜合食料品店輪西店」だったが、事実上経営破たんしたため、2011年（平成23年）7月5日に閉店した。
この志賀綜合食料品店の閉店に伴い、2009年（平成21年）1月30日に同社と資本・業務提携を締結して子会社シーズ協同不動産を通じて発行済み株式35%を取得して筆頭株主となると共に取締役1人の派遣などを行ってきた「生活協同組合コープさっぽろ」が「しが輪西店」として2011年（平成23年）7月8日から営業を開始した。
しかし、同じ町内にあるスーパー「ホームストア輪西店」や東町のショッピングセンターなどとの競争が激化して不採算店となったことから、「コープさっぽろしが輪西店」が2012年（平成24年）8月20日で閉店となった。
そのため、後継店舗として当施設から徒歩数分の距離にあった「ホームストア輪西店」が移転することになり、「ホームストア」は2012年（平成24年）10月17日に旧輪西店を閉店して同月25日から当施設での営業を開始した。
この「ホームストア輪西店」の移転は当施設の営業力回復の起爆剤となり、2012年（平成24年）11～2月の売上高は前年の約3倍となった。